# Луций Клавдий Модест
Луций Клавдий Модест (на латински: Lucius Claudius Modestus) e политик и сенатор на Римската империя през 2 век.
През 152 г. Модест е суфектконсул заедно с Луций Дазумий Тулий Туск.